# Puding
Puding je vrsta slatkog deserta dobivenog kuhanjem brašna, jaja, krupice i maslaca u mlijeku na pari.
Riječ puding (engleski pudding) engleskog je podrijetla.
U novije vrijeme puding se priprema poluindustrijski tako da se u vrećicama prodaje prah koji treba samo skuhati u mlijeku uz dodatke po želji.
Puding se priprema kuhanjem praha u mlijeku s dodatkom šećera, cimeta, vanilin šećera i maslaca, a može biti ukrašen rezanom čokoladom, suhim grožđem ili nekim voćem, služi se vruć ili hladan.